# Министры экономики Азербайджана
Министр экономики Азербайджана (азерб. Azərbaycan İqtisadiyyat Naziri) — глава Министерства экономики Азербайджана.
Министр экономики Азербайджана назначается на должность и отстраняется от должности Президентом Азербайджанской Республики.
Действующий министр — Микаил Джаббаров

## Список министров

### Министры торговли и промышленностиАзербайджанской демократической республики
| # | Министр                   | Фото | Период нахождения в должности     | Партия  |
| - | ------------------------- | ---- | --------------------------------- | ------- |
| 1 | Мамед-Юсиф Джафаров       |      | 28 мая 1918 — 17 июня 1918        | Мусават |
| 2 | Ага Гаджи Ашуров          |      | 17 июня 1918 — 6 октября 1918     |         |
| 3 | Асадулла Ахмедов          |      | 6 октября 1918 — 26 декабря 1918  |         |
| 4 | Мирза Асадуллаев          |      | 26 декабря 1918 — 14 апреля 1919  |         |
| 5 | Ага Аминов                |      | 14 апреля 1919 — 22 декабря 1919  | Мусават |
| 6 | Худадат-бек Мелик-Асланов |      | 24 декабря 1919 — 18 февраля 1920 |         |
| 7 | Мамед-Гасан Гаджинский    |      | 18 февраля 1920 — 28 апреля 1920  | Мусават |

### Народные комиссары земледелия, торговли, промышленности и продовольствия Азербайджанской ССР
| # | Министр            | Фото | Период нахождения в должности | Партия                               |
| - | ------------------ | ---- | ----------------------------- | ------------------------------------ |
| 1 | Газанфар Мусабеков |      | 28 апреля 1920                | Коммунистическая партия Азербайджана |

### Азербайджанский Совет народного хозяйства
| # | Министр      | Фото | Период нахождения в должности | Партия                               |
| - | ------------ | ---- | ----------------------------- | ------------------------------------ |
| 1 | Серебровский |      | 1920                          | Коммунистическая партия Азербайджана |

### Народные комиссары лёгкой промышленности Азербайджанской ССР
| # | Министр            | Фото | Период нахождения в должности | Партия                               |
| - | ------------------ | ---- | ----------------------------- | ------------------------------------ |
| 1 | Алескер Шахбазов   |      | 1932 — 1933                   | Коммунистическая партия Азербайджана |
| 2 | Сейфулла Ибрагимов |      |                               | Коммунистическая партия Азербайджана |
| 3 | Искендер Алиев     |      | 2 ноября 1937—1938            | Коммунистическая партия Азербайджана |
| 4 | Манаф Халилов      |      | 1938 — 29 июня 1938           | Коммунистическая партия Азербайджана |
| 5 | Бала Эфендиев      |      |                               | Коммунистическая партия Азербайджана |

### Народные комиссары текстильной промышленности Азербайджанской ССР
| # | Министр             | Фото | Период нахождения в должности | Партия                               |
| - | ------------------- | ---- | ----------------------------- | ------------------------------------ |
| 1 | Мейбали Амирасланов |      | 1939 — 1941                   | Коммунистическая партия Азербайджана |

### Министры текстильной промышленности Азербайджанской ССР
| # | Министр       | Фото | Период нахождения в должности | Партия                               |
| - | ------------- | ---- | ----------------------------- | ------------------------------------ |
| 1 | Садых Рагимов |      | 1946 — 1949                   | Коммунистическая партия Азербайджана |

### Министры лёгкой промышленности Азербайджанской ССР
| # | Министр       | Фото | Период нахождения в должности   | Партия                               |
| - | ------------- | ---- | ------------------------------- | ------------------------------------ |
| 1 | Садых Рагимов |      | 31 января 1949 — 16 апреля 1952 | Коммунистическая партия Азербайджана |

### Министры товаров народного потребления
| # | Министр             | Фото | Период нахождения в должности | Партия                               |
| - | ------------------- | ---- | ----------------------------- | ------------------------------------ |
| 1 | Мейбали Амирасланов |      | 9 марта 1954—1955             | Коммунистическая партия Азербайджана |

### Министры лёгкой промышленности Азербайджанской ССР
| # | Министр             | Фото | Период нахождения в должности | Партия                               |
| - | ------------------- | ---- | ----------------------------- | ------------------------------------ |
| 1 | Мейбали Амирасланов |      | 1955 — 27 августа 1956        | Коммунистическая партия Азербайджана |
| 2 | Давуд Ширинов       |      | 4 сентября 1956— 6 июня 1957  | Коммунистическая партия Азербайджана |

### Министры лёгкой промышленности и коммунального хозяйства Азербайджанской ССР
| # | Министр         | Фото | Период нахождения в должности | Партия                               |
| - | --------------- | ---- | ----------------------------- | ------------------------------------ |
| 1 | Набиба Гасанова |      | 1963 — 1965                   | Коммунистическая партия Азербайджана |

### Министры лёгкой промышленности Азербайджанской ССР
| # | Министр             | Фото | Период нахождения в должности  | Партия                               |
| - | ------------------- | ---- | ------------------------------ | ------------------------------------ |
| 1 | Садых Рагимов       |      | 20 октября 1965 — 11 июня 1975 | Коммунистическая партия Азербайджана |
| 2 | Насрулла Насруллаев |      | 1975 — 1977                    | Коммунистическая партия Азербайджана |
| 3 | Анвар Маликов       |      | 1977 — 1979                    | Коммунистическая партия Азербайджана |

### Министры местной промышленности Азербайджанской ССР
| # | Министр       | Фото | Период нахождения в должности | Партия                               |
| - | ------------- | ---- | ----------------------------- | ------------------------------------ |
| 1 | Аяз Муталибов |      | 1979 — 1982                   | Коммунистическая партия Азербайджана |

### Министры местной промышленности Азербайджана
| # | Министр           | Фото | Период нахождения в должности | Партия                               |
| - | ----------------- | ---- | ----------------------------- | ------------------------------------ |
| 1 | Агабаба Абдуллаев |      | 23 мая 1991 — 4 декабря 1991  | Коммунистическая партия Азербайджана |

### Председатели комитета помощи предпринимателям и борьбы с монополией
| # | Министр      | Фото | Период нахождения в должности | Партия |
| - | ------------ | ---- | ----------------------------- | ------ |
| 1 | Рагиб Гулиев |      | 2 июля 1992 — 30 апреля 2001  |        |

### Председатели комитета по государственной экономике и планированию
| # | Министр        | Фото | Период нахождения в должности | Партия                               |
| - | -------------- | ---- | ----------------------------- | ------------------------------------ |
| 1 | Рагим Гусейнов |      | 18 октября 1991 — 16 мая 1992 | Коммунистическая партия Азербайджана |
| 2 | Зияд Самедзаде |      | 18 мая 1992 — 19 ноября 1992  |                                      |
| 3 | Али Масимли    |      | 19 ноября 1992 — 18 мая 1993  | Народный фронт Азербайджана          |

### Министры внешнеэкономических отношений Азербайджана
| # | Министр         | Фото | Период нахождения в должности  | Партия |
| - | --------------- | ---- | ------------------------------ | ------ |
| 1 | Хафиз Бабаев    |      | 2 июня 1992 — 5 октября 1992   |        |
| 2 | Рауф Гараев     |      | 5 октября 1992 — 13 июля 1993  |        |
| 3 | Абульфаз Мусаев |      | 13 июля 1993 — 4 ноября 1993   |        |
| 4 | Ниджат Гулиев   |      | 4 ноября 1993 — 4 августа 1995 |        |
| 5 | Гудрат Гулиев   |      | 4 августа 1995 — 24 июня 1997  |        |

### Министры торговли Азербайджана
| # | Министр            | Фото | Период нахождения в должности    | Партия            |
| - | ------------------ | ---- | -------------------------------- | ----------------- |
| 1 | Агаселим Багиров   |      | 23 мая 1991 — 18 мая 1992        |                   |
| 2 | Ризван Гусейнов    |      | 5 июня 1992 — 16 октября 1994    |                   |
| 3 | Мири Ганбаров      |      | 16 октября 1994 — 24 июня 1997   | Новый Азербайджан |
| 4 | Фархад Алиев       |      | 12 февраля 1998 — 18 апреля 2000 | Новый Азербайджан |
| 5 | Гусейнгулу Багиров |      | 18 апреля 2000 — 30 апреля 2001  |                   |

### Министры экономики Азербайджана
| # | Министр          | Фото | Период нахождения в должности    | Партия                      |
| - | ---------------- | ---- | -------------------------------- | --------------------------- |
| 1 | Али Масимли      |      | 29 апреля 1993 — 1 сентября 1993 | Народный Фронт Азербайджана |
| 2 | Самед Садыков    |      | 1 сентября 1993 — 18 ноября 1996 |                             |
| 3 | Намик Насруллаев |      | 18 ноября 1996 — 30 апреля 2001  |                             |

### Министры экономического развития Азербайджана
| # | Министр         | Фото | Период нахождения в должности     | Партия            |
| - | --------------- | ---- | --------------------------------- | ----------------- |
| 1 | Фархад Алиев    |      | 30 апреля 2001 — 19 октября 2005  | Новый Азербайджан |
| 2 | Гейдар Бабаев   |      | 19 октября 2005 — 30 октября 2008 |                   |
| 3 | Шахин Мустафаев |      | 31 октября 2008 — 22 октября 2013 |                   |

### Министры экономики и промышленности Азербайджана
| # | Министр         | Фото | Период нахождения в должности    | Партия |
| - | --------------- | ---- | -------------------------------- | ------ |
| 1 | Шахин Мустафаев |      | 22 октября 2013 — 15 января 2016 |        |

### Министры экономики Азербайджана
| # | Министр          | Фото | Период нахождения в должности    | Партия |
| - | ---------------- | ---- | -------------------------------- | ------ |
| 1 | Шахин Мустафаев  |      | 15 января 2016 — 22 октября 2019 |        |
| 2 | Микаил Джаббаров |      | 22 октября 2019 — в должности    |        |